# Xander Harris

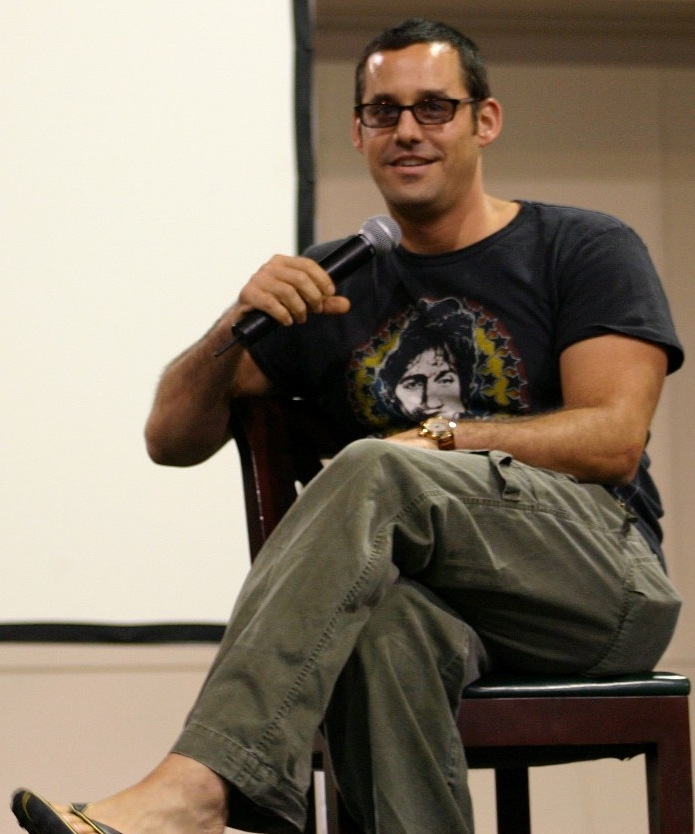
Nicholas Brendon, actor intérprete de Xander Harris.

Alexander LaVelle Harris es un personaje ficticio de la serie de televisión Buffy, la cazavampiros, interpretado por Nicholas Brendon. 
Será el único amigo de Buffy sin ningún superpoder, aunque él será el que de los ánimos y haga que la "Scooby-Gang" siga adelante. En la 2.ª Temporada y principio de la 3.ª tendrá una relación con Cordelia, aunque su mayor amor sea Anya, a la que dejará plantada en el altar. Mejor amigo de Willow, conseguirá convencer a esta de que no destruya el mundo cuando se vuelve malvada. Estuvo a punto de casarse con Anya pero la dejó plantada en el altar tras ver una visión de su futuro desastroso con Anya. Esta visión es una trampa de un demonio que se quiere vengar de Anya y, aunque Xander descubre el engaño, decide no casarse.
Xander se avergüenza de su familia ya que son todos problemáticos, su padre es alcohólico. Sus problemas familiares le hicieron alistarse en el ejército durante un tiempo donde adquirió experiencia en armas y también se vio obligado a mudarse del sótano a un apartamento con Anya. Tras acabar el instituto empezó a trabajar como albañil y fue ascendiendo hasta ser el jefe de las obras de Sunnydale.
Durante la séptima temporada, vive con el resto de personajes en la casa de Buffy. Se siente identificado con Dawn ya que ninguno de ellos tiene poderes mientras que están rodeado de personas "especiales": la Cazadora, una super bruja, las potenciales, un vampiro, un vigilante... Como diría Caleb: "Es el que todo lo ve" y por ello Caleb le dejará tuerto arrancándole un ojo. Tras este incidente, Xander se repondrá y seguirá luchando hasta la batalla final donde pierde a Anya.

## Después de Sunnydale
La última que se hace mención a Xander en televisión está en África, reuniendo a Cazadoras Potenciales para Buffy. 

## Poderes y habilidades
Xander representa la importancia de los humanos en la lucha contra el mal desde que él probó que incluso una persona normal puede marcar una diferencia y salvar el mundo. No tiene poderes especiales o habilidades, pero gana mucha experiencia en las batallas que ha tenido al lado de Buffy. Sus poderes de persuasión y empatía son normalmente su mayor ventaja. Por ejemplo, Xander salva al mundo de Willow usando solamente paralabras en el episodio "Dos Para la Tumba, Segunda Parte). 
Xander fue brevemente transformado en un soldado en "Halloween", por ello adquiere entrenamiento militar y conocimiento del manejo de armas. Sus habilidades bajan, pero no desaparecen completamente, ya que al cabo de los años, le permite usar esa información como códigos militares y entrenamiento, permitiéndole organizar una defensa contra el alcalde Wilkins después de que se haya transformado en un Olvikan y adquiere un misil para parar al indestructible demonio conocido como El juez. 
Xander una vez fue alcanzado con un arma, que hizo que su personalidad se dividiera en dos Xanders diferentes ("La Sustitución"), haciendo que uno fuera confiado y tranquilo, consiguiendo fácilmente un ascenso y un buen apartamento; y otro Xander que es más inseguro y paranoico, creyendo que el otro él era un demonio que había hipnotizado a sus amigos. 
Xander es experto en cultura popular. Se le puede ver leyendo cómics de X-Men. En la Séptima Temporada, a veces demuestra su conocimiento de cultura popular rivalizando con Andrew Wells. 
En la Séptima Temporada, tanto Xander como el sacerdote Caleb hacen referencia a Xander como "el que lo ve todo" en el modo que ve los defectos y las fuerzas de sus amigos más claramente que ninguno otro, simplemente porque nadie lo mira, incluso Dawn dice que quizás ese es su superpoder. Esta humana (no sobrenatural) fuerza -su perspicacia, empatía y entendimiento- es lo que hace que Caleb le arrance un ojo a Xander, sabiendo que eso enfadaría más a Buffy.

## Relaciones románticas
Un chiste muy habitual sobre Xander es que él "es un imán para los demonios", ya que algunas de las mujeres con las que ha salido o se ha sentido atraído resultaron ser demoníacas o de alguna manera sobrenatural. 
- Willow Rosenberg: Después de un breve relación amorosa en primaria, Xander y Willow han sido los mejores amigos por años. Xander comparte un momento de ternura con Willow durante el aburrido verano de 1997, que termina con el regreso de Buffy. Más tarde, en la tercera temporada de la serie, Xander y Willow comienzan un romance secreto mientras él salía con Cordelia y ella con Oz. Esto termina cuando Cordelia y Oz rescatan a Xander y Willow, quienes han sido secuestrados por Spike, y los descubren besándose. Sin embargo, en el mismo nivel, Xander conserva sentimientos profundos por Willow, estos sentimientos son los que él utiliza para poder salvar a la Oscura Willow de su intento de destruir al mundo.
- Buffy Summers: Desde el primer día en que Buffy llegó a Sunnydale, Xander se fijó en Buffy. Sin embargo, con el paso del tiempo, Buffy solamente lo veía como un amigo.
- La Señorita Natalie French: La verdadera profesora nación en 1907 y dio clase por unas décadas. Su nombre fue robado por una demonia cuyas feromonas atraían a los estudiantes masculinos de Sunnydale. Drogó a Xander en su casa, intentando aparearse con él antes de decapitarlo. Buffy consiguió pararla y salvar a Xander a tiempo.
- "Ampata": La Momia Inca, se personificó como una chica de intercambio llamada Ampata, que quería vivir una vida normal, cosa que nunca había tenido la oportunidad de tener. Se enamoró de Xander ya que él fue el primer hombre que ella había conocido que no la trataba como una princesa, sino como una persona. Sin embargo, su amor con Xander fue corto cuando ella intentó besarlo (y así agotaba su vida para poder seguir con la suya). Al final, sin embargo, se queda sin energía.
- Todas las mujeres de Sunnydale: Cuando Amy Madison hace un hechizo para hacer que Cordelia se enamorara pérdidamente de Xander solo para que él pudiera salir con ella y hacerla sufrir, algo salió mal, y todas las mujeres (la vampira Drusilla incluida) en Sunnydale excepto Cordelia se enamoran del "irresistible" Xander Harris. Como resultado, Xander casi es asesinado por una armada de mujeres quienes habían decidido que debían matar a Xander si no lo podían tener para ellas solas. Buffy fue brevemente convertida en una rata por la celosa Amy.
- Cordelia Chase: Cordelia y Xander se conocen desde niños y son completamente diferentes desde el principio, haciendo que su relación romántica deje a todo el instituto desconcertado. Se enfrentan con varios obstáculos, incluido la presión de Cordelia por su vida social. Cuando Cordelia descubre a Xander y Willow besándose en una fábrinca abandonada (donde eran prisioneros), termina la relación con él. Al final de la tercera temporada, hay una muy buena relación de amistad entre ellos (por ejemplo, Xander le compra un vestido para el baile después de descubrir que su familia ha perdido su dinero). Después de la graduación, sus vidas toman diferentes caminos. Él se queda en Sunnydale y se enfrenta al mal con Buffy; mientras ella se muda a Los Ángeles para intentar llegar a ser actriz, donde más tarde ayudaría a Angel a ayudar a los necesitados.
- Faith: Varias semanas después de que su relación con Cordelia terminara, Xander se encuentra a sí mismo ayudando a Faith a luchar contra un demonio en el episodio "El Cepo". Después de la batalla, a Faith se le sube la adrenalina y lleva a Xander a su apartamento, pasando la noche con él. Aquí fue donde Xander pierde su virginidad. Semanas después, después de que Faith se volviera mala y matara un hombre, Xander se enfrenta a ella por sus acciones. Faith intenta "violar" a Xander y luego a estrangularlo, antes de ser golpeada en la cabeza con un bate de béisbol por Angel. Faith menciona que ella nunca quiso una relación como Xander pensó que ella querría, y que se fijó en él solamente por el sexo. Durante la Séptima Temporada de Buffy, cuando algunas de las Cazadoras Potenciales se quejan de que Anya ha mencionado su vida sexual con Xander, Faith dice que nunca ha escuchado hablar a Anya sobre sexo, y le recuerda a Anya que fue la primera con la que Xander estuvo, haciendo callar a Anya.
- Anya Jenkins: La relación más duradera que ha tenido Xander ha sido con Anya. Los dos acaban realmente enamorados, incluso estuvieron a punto de casarse. Rompieron su relación oficialmente, pero desde que Xander perdió su ojo, Anya empezó a cuidar más de él. Los dos tienen un momento de debilidad después de escuchar a Willow y Kennedy, y el director Wood y Faith teniendo sexo. Antes de adentrarse en la batalla final, Anya y Xander se desean suerte mutuamente. Anya lucha al lado de Andrew, pero es asesinada por un Portador. Mientras el instituto se derrumba, Xander la llama, pero no ve el cuerpo de ella en el suelo. Cuando le pregunta a Andrew qué le pasó a Anya, Andrew le dice que murió protegiéndolo, a lo que Xander dice: "Esa es mi chica, siempre haciendo cosas estúpidas".
- Dawn Summers:Tienen una fuerte relación, a inicios de la 5 temporada se ve que a Dawn le gusta Xander, pero luego de que las potenciales lleguen Xander apoya a Dawn con la soledad que siente al no tener ningún poder.

- Datos: Q2340324